# Ulica Obwodnica Staromiejska w Stargardzie

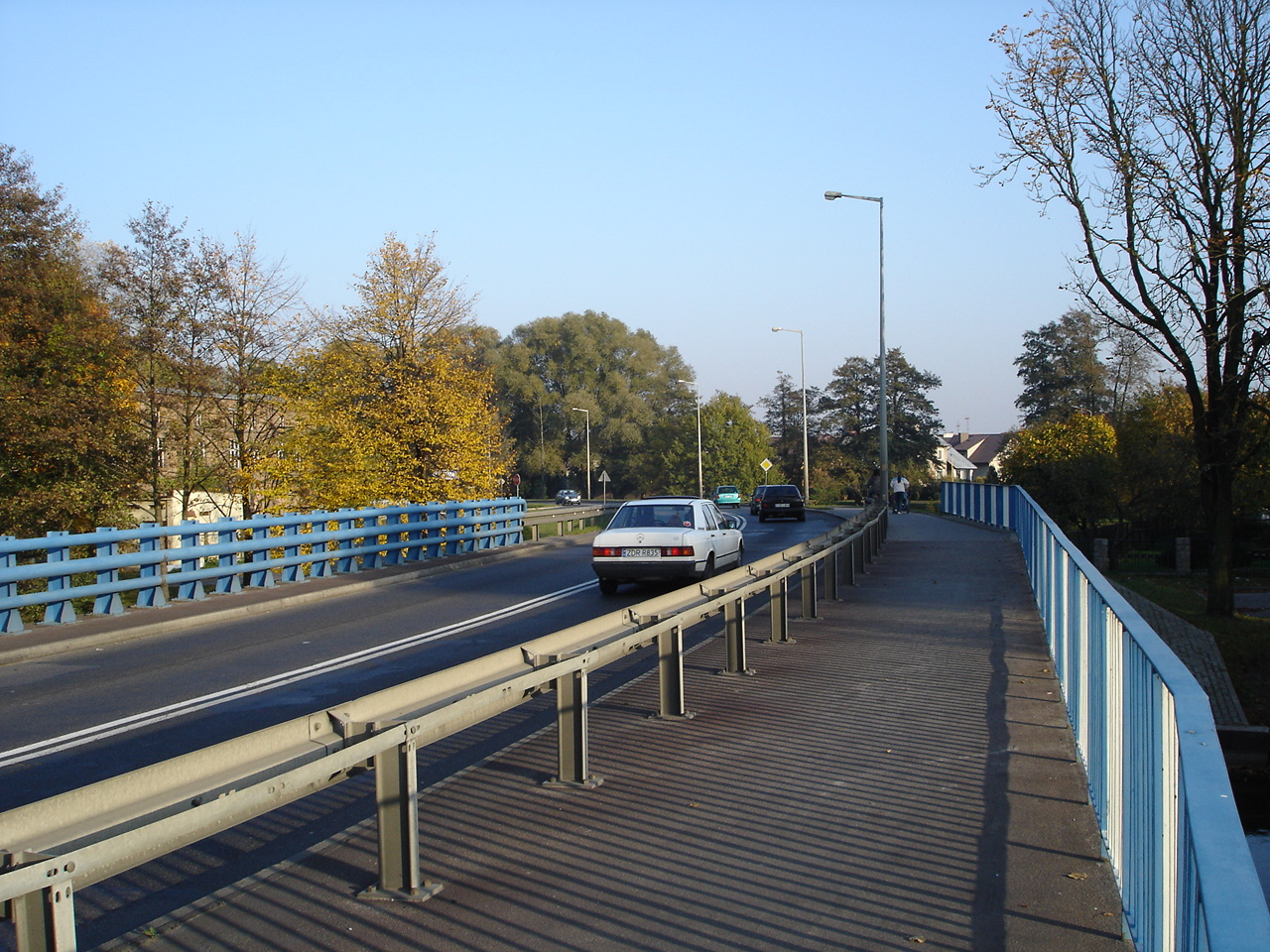
Obwodnica Staromiejska

Ulica Obwodnica Staromiejska w Stargardzie  - ulica położona w Centrum Stargardu.
Została wybudowana w 1998 roku jako doraźne rozwiązanie do czasu wybudowania południowej obwodnicy, którą otwarto w 2009 roku. Miała ona odciążyć od uciążliwego ruchu tranzytowego przez Stare Miasto, który zagrażał najcenniejszym zabytkom miasta, zwłaszcza Kolegiacie Najświętszej Marii Panny Królowej Świata. Ulica obecnie jest elementem drogi wojewódzkiej nr 106, wcześniej także drogi krajowej nr 10.
Budowa obwodnicy przyczyniła się do obniżenia wartości przyrodniczych parku Jagiellońskiego
Nazwa ulicy została nadana przez Radę Miejską w 2008, po uprzednich konsultacjach społecznych zorganizowanych przez jedną z lokalnych gazet. Wcześniej ulica nie miała oficjalnej nazwy, jedynie zwyczajowe: Mała Obwodnica i Południowe Obejście Starego Miasta.